# Zulay Henao
Zulay Henao (Medellín, 29 de mayo de 1979) es una actriz de cine y televisión colombiana-estadounidense. Ha realizado apariciones en filmes como Grizzly Park (como Lola), Feel the Noise (como C.C), Illegal Tender, y en S. Darko (como Baelyn).
Henao es originaria de Medellín Antioquia. Con cuatro años, toda su familia migró en 1983 a Nueva Jersey, donde creció.  Después de la enseñanza media, se enroló en el Ejército de los Estados Unidos, cumpliendo tres años de servicio estacionada en Fort Bragg, en el Estado de Carolina del Norte. Cumplió misiones humanitarias en América del Sur, donde trabajó como traductora en orfanatos.
Henao luego se anotó en el Conservatorio de Nueva York de Artes Dramáticas (acrónimo en inglés NYCDA) para realizar estudios de actuación.

## Vida personal
El 11 de enero de 2021, fue anunciado que estaba esperando su primer hijo con el actor Kevin Connolly. Anunció el nacimiento de su hija en junio de 2021.

## Filmografía
| Películas | Películas                            | Películas            | Películas        |
| Año       | Filme                                | Rol                  | Notas            |
| --------- | ------------------------------------ | -------------------- | ---------------- |
| 2005      | Film 101                             | Sin datos            |                  |
| 2005      | Clearview                            | Gloria Rojas         |                  |
| 2007      | Illegal Tender                       | Mora                 |                  |
| 2007      | Feel the Noise                       | Carol "CC" Reyes     |                  |
| 2007      | Saturday Morning                     | Unknown Role         |                  |
| 2008      | The Heart Is a Hidden Camera         | Natasha              |                  |
| 2008      | Grizzly Park                         | Lola                 |                  |
| 2008      | Racing for Time                      | Carmen               | Película para TV |
| 2009      | Fighting                             | Zulay Velez          |                  |
| 2009      | S. Darko                             | Baelyn               | Direct-to-video  |
| 2009      | The Magnificent Cooly-T              | Angie                |                  |
| 2010      | Takers                               | Mónica Hatcher       |                  |
| 2010      | Boy Wonder                           | Teresa Ames          |                  |
| 2011      | Havana Heat                          | Agente Brianna Evans | preproducción    |
| 2011      | Hostel: Part III                     | Nikki                |                  |
| 2014      | The Single Moms Club                 | Esperanza            |                  |
| 2014      | White Space                          | Lynn Navarro         |                  |
| 2015      | Destined                             | Giselle Porter       |                  |
| 2015      | Grow House                           | Madison              |                  |
| 2015      | Meet the Blacks                      | Lorena               |                  |
| 2015      | The Vanessa del Rio Story            | Vanessa del Río      |                  |
| 2016      | Memorias de un asesino internacional | Rosa Bolívar         | Agente de la DEA |

| Televisión | Televisión                        | Televisión             | Televisión                   |
| Año        | Título                            | Rol                    | Notas                        |
| ---------- | --------------------------------- | ---------------------- | ---------------------------- |
| 2007       | Army Wives                        | Delores Marino         | Episodio: "Only the Lonely"  |
| 2007       | Law & Order: Special Victims Unit | Forense Tech Casanueva | Episodio: "Svengali"         |
| 2008       | Fear Itself                       | Christie               | Episodio: "New Year's Day"   |
| 2009       | The Unusuals                      | Rosa Trumble           | Episodio: "Crime Slut"       |
| 2013       | Love Thy Neighbor                 | Marianna Perez         | Serie regular , 26 episodios |
| 2014       | If Loving You Is Wrong            | Esperanza              | Serie regular                |